# Clayborne Carson
Clayborne Carson (Buffalo, 15 de juny del 1944) és un professor afroamericà que imparteix història a la Universitat Stanford i director de l'Institut de recerca Luther King Jr. Aquest darrer és un projecte per a editar i publicar l'obra de Martin Luther King, Jr.

## Trajectòria
Carson va néixer a Buffalo però va créixer a Los Alamos, New Mexico. Va estudiar a la Universitat de Nou Mèxic i a la Universitat de Califòrnia. Carson ha estat professor de la Universitat Stanford durant 40 anys.
El gener de 2021, fou una de les 50 personalitats que signar el manifest «Dialogue for Catalonia», promogut per Òmnium Cultural i publicat a The Washington Post i The Guardian, a favor de l'amnistia dels presos polítics catalans i del dret d'autodeterminació en el context del procés independentista català. Els signants lamentaren la judicialització del conflicte polític català i conclogueren que aquesta via, lluny de resoldre'l, l'agreuja: «ha comportat una repressió creixent i cap solució». Alhora, feren una crida al «diàleg sense condicions» de les parts «que permeti a la ciutadania de Catalunya decidir el seu futur polític» i exigiren la fi de la repressió i l'amnistia per als represaliats.